# علي أباد شميشربر (أرزوئية)
علی أباد شمیشربر (بالفارسية: علی‌آباد شمشیربر) هي قرية تقع في إيران في Arzuiyeh Rural District. يقدر عدد سكانها بـ 330 نسمة .